# D'Andre Swift
Pour les articles homonymes, voir Swift.
(en) Statistiques sur pro-football-reference
D'Andre Tiyon Swift, né le 14 janvier 1999 à Philadelphie, est un joueur professionnel américain de football américain, évoluant au poste de running back dans la National Football League (NFL) depuis la saison 2020, actuellement chez les Bears de Chicago.
Au niveau universitaire, il joue pour les Bulldogs de la Géorgie pendant trois saisons (2017-2019) avant d'être sélectionné par la franchise des Lions de Détroit lors du 2e tour de la draft 2020 de la NFL.
Après trois saisons chez les Lions, il est échangé aux Eagles de Philadelphie en 2023 où il décroche sa première sélection pour le Pro Bowl avant de rejoindre en 2024 les Bears.

## Biographie

### Jeunesse
Swift étudie au lycée St. Joseph's Preparatory School (en) de Philadelphie en Pennsylvanie,.
Il y joue au football américain et lors de son année senior gagne 1 564 yards et inscrit 25 touchdowns en 149 courses. Il décide ensuite d'intégrer l'université de Géorgie,.

### Carrière universitaire
Lors de sa première saison en 2017 en tant que freshman, Swift est considéré comme le troisième running back de son équipe derrière les futurs joueurs NFL, Nick Chubb et Sony Michel,. En 73 courses, il gagne 597 yards et inscrit trois touchdowns.
L'année suivante (sophomore), Swift se partage les courses avec le junior Elijah Holyfield (en) même s'il est le plus souvent utilisé en tant que wide receiver. Il réussit trois matchs consécutifs à plus de 100 yards gagnés à la course (contre Florida, Kentucky et Auburn). Lors de la finale de conférence SEC perdue 28 à 35 contre Alabama, il effectue 16 courses pour un gain cumulé de 75 yards et un touchdown ainsi que six réceptions pour 63 yards et un touchdown supplémentaire.
Lors de son année junior, Swift réussit cinq matchs à plus de 100 yards gagnés à la course. Il inscrit au moins un touchdwn lors de cinq matchs consécutifs. En fin de saison, il totalise en 14 matchs, 196 courses pour un gain cumulé de 1 218 yards et sept touchdowns ainsi que 24 réceptions pour un gain supplémentaire de 216 yards et un touchdown.

### Carrière professionnelle

#### Draft
| Taille              | Poids          | Bras           | Main         | Sprint   | Sprint   | Sprint   | Shuttle 20 yards | 3 cones drill | Détente        | Détente             | Développé couché | Test Wonderlic |
| Taille              | Poids          | Bras           | Main         | 40 yards | 10 yards | 20 yards | Shuttle 20 yards | 3 cones drill | verticale      | horizontale         | Développé couché | Test Wonderlic |
| 1,73 m (5 ft 8¼ in) | 96 kg (212 lb) | 76 cm (29⅞ in) | 23 cm (9 in) | 4,48 s   | 1,59 s   | 2,64 s   | -                | -             | 90 cm (35½ in) | 3,07 m (10 ft 1 in) | -                | -              |

Swift est sélectionné en 35e choix global lors du 2e tour de la draft 2020 de la NFL par les Lions de  Détroit.

#### Lions de Détroit
Le 13 juillet 2020, Swift signe son contrat rookie avec les Lions pour une durée de quatre ans et un montant de 8,5 millions de dollars.
Lors de sa première saison, Swift partage le poste de running back avec Adrian Peterson et Kerryon Johnson. Il fait ses débuts en NFL le 13 septembre 2020 et inscrit son premier touchdown professionnel contre les Bears. Il manque la réception du ballon lors d'une action qui aurait dû valoir le touchdown victorieux pour les Lions à quelques secondes de la fin du match. Le 18 octobre 2020, il gagne 116 yards et inscrit deux touchdowns à la course contre les Jaguars devenant le premier running back des Lions à gagner plus de 100 yards et à inscrire deux touchdowns depuis Barry Sanders en 1989. Lors de la victoire 30 à 27 contre la Washington Football Team en 10e semaine, il gagne 149 yards et inscrit un touchdown. Il termine sa saison avec 114 courses pour un gain de 521 yards et 8 touchdowns ainsi qu'avec 46 réceptions pour un gain supplémentaire de 357 yards et deux touchdowns en 13 matchs disputés.

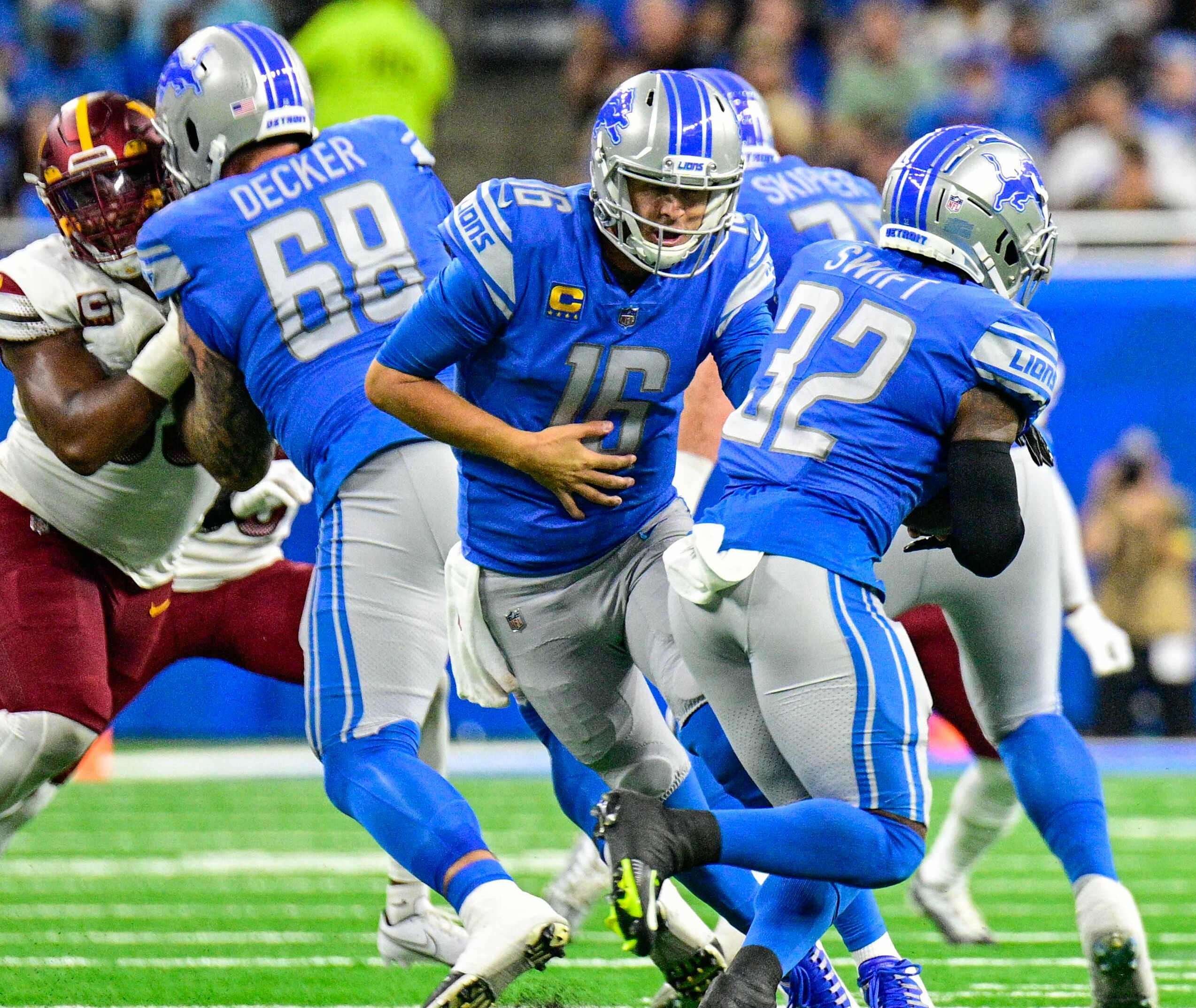
Swift (#32) avec les Lions en 2022.

Swift est rejoint par Jamaal Williams (en) dans l'escouade des running backs des Lions en 2021. Il enregistre un gain d'au moins 100 yards lors de quatre des huit premiers matchs de la saison. Lors des 10e et 11e semaines, il gagne respectivement 130 et 136 yards à la course contre les Steelers et les Browns,.

#### Eagles de Philadelphie (2023)
Le 29 avril 2023, les Eagles de Philadelphie échangent leur 4e choix de la draft 2025 contre Swift et un choix de 7e tour de la draft 2023.
En 2e semaine lors de la victoire 34 à 28 contre les Vikings, Swift inscrit un touchdown et gagne 175 yards à la course (record de carrière professionnelle), ce qui lui vaut d'être désigné meilleur joueur offensif de la semaine en NFC. La semaine suivante (victoire 25 à 11 contre les Buccaneers), il gagne 130 yards en 16 courses. Avec les 61 yards gagnés à la course lors du dernier match de la saison régulière, il atteint pour la première fois de sa carrière les 1 000 yards de gains à la course en une saison. Le 3 janvier 2024, Swift est sélectionné pour participer aux Pro Bowl Games 2024, le premier Pro Bowl de sa carrière.

#### Bears de Chicago
Le 13 mars 2024, Swift signe un contrat de trois ans pour un montant de 24 millions de dollars avec les Bears de Chicago,.

## Statistiques
| Année       | Équipe                 | Statut      | MJ |     | Courses | Courses | Courses | Courses |       | Passes réceptionnées | Passes réceptionnées | Passes réceptionnées | Passes réceptionnées |  | Fumbles | Fumbles |
| Année       | Équipe                 | Statut      | MJ | Nb. | Yards   | Moy.    | TD      | Nb.     | Yards | Moy.                 | TD                   | Nb.                  | Perdus               |  |         |         |
| 2017        | Bulldogs de la Géorgie | Fr.         | 15 | 081 | 0 618   | 7,6     | 03      | 17      | 153   | 9,0                  | 1                    | 2                    | 1                    |  |         |         |
| 2018        | Bulldogs de la Géorgie | So.         | 14 | 163 | 1 049   | 6,4     | 10      | 32      | 297   | 9,3                  | 3                    | 2                    | 1                    |  |         |         |
| 2019        | Bulldogs de la Géorgie | Jr.         | 14 | 196 | 1 218   | 6,2     | 07      | 24      | 216   | 9,0                  | 1                    | 3                    | 2                    |  |         |         |
| Totaux NCAA | Totaux NCAA            | Totaux NCAA | 43 | 440 | 2 885   | 6,6     | 20      | 73      | 666   | 9,1                  | 5                    | 7                    | 4                    |  |         |         |

| Année      | Équipe                 | MJ |                 | Courses         | Courses         | Courses         | Courses         |                 | Passes réceptionnées | Passes réceptionnées | Passes réceptionnées | Passes réceptionnées |  | Fumbles | Fumbles |
| Année      | Équipe                 | MJ | Nb.             | Yards           | Moy.            | TD              | Nb.             | Yards           | Moy.                 | TD                   | Nb.                  | Perdus               |  |         |         |
| 2020       | Lions de Détroit       | 13 | 114             | 0 521           | 4,6             | 8               | 46              | 357             | 7,8                  | 2                    | 3                    | 2                    |  |         |         |
| 2021       | Lions de Détroit       | 13 | 151             | 0 617           | 4,1             | 5               | 62              | 452             | 7,3                  | 2                    | 2                    | 1                    |  |         |         |
| 2022       | Lions de Détroit       | 13 | 099             | 0 542           | 5,5             | 5               | 48              | 389             | 8,1                  | 3                    | 1                    | 0                    |  |         |         |
| 2023       | Eagles de Philadelphie | 16 | 229             | 1 049           | 4,6             | 5               | 39              | 214             | 5,5                  | 1                    | 3                    | 1                    |  |         |         |
| 2024       | Bears de Chicago       | ?  | Saison en cours | Saison en cours | Saison en cours | Saison en cours | Saison en cours | Saison en cours | Saison en cours      | Saison en cours      | ?                    | ?                    |  |         |         |
| Totaux NFL | Totaux NFL             | 56 | 593             | 2 729           | 4,6             | 23              | 195             | 1 412           | 7,2                  | 8                    | 9                    | 4                    |  |         |         |

| Année | Équipe                 | MJ |     | Courses | Courses | Courses | Courses |       | Passes réceptionnées | Passes réceptionnées | Passes réceptionnées | Passes réceptionnées |  | Fumbles | Fumbles |
| Année | Équipe                 | MJ | Nb. | Yards   | Moy.    | TD      | Nb.     | Yards | Moy.                 | TD                   | Nb.                  | Perdus               |  |         |         |
| 2023  | Eagles de Philadelphie | 1  | 10  | 34      | 3,4     | 0       | 4       | 32    | 8,0                  | 0                    | 0                    | 0                    |  |         |         |